# BRP Felix Apolinario
Le BRP Felix Apolinario (PC-395) est le vingt-deuxième et dernier navire de la classe Jose Andrada de la marine philippine. Il a été mis en service en 2000 et est actuellement en service actif dans la Force de combat littorale de la flotte philippine.

## Conception
En 1989, les Philippines ont passé une commande de quatre patrouilleurs rapides auprès de Trinity-Equitable (anciennement Halter-Marine Equitable) pour 9 400 000 $ US. Le premier des quatre navires, arrivé aux Philippines le 20 août 1990, a été baptisé BRP Jose Andrada. Le navire de tête de la classe a été nommé d’après Jose Andrada, qui était l’un des premiers officiers de la patrouille offshore du gouvernement du Commonwealth des Philippines. En avril 1990, les Philippines ont commandé un navire supplémentaire et trois autres navires en août 1990. En mars 1993, onze autres navires ont été commandés. Au total, 22 navires ont été acquis par la marine philippine en 1999.
Le navire a été construit selon les normes de la Garde côtière américaine avec une coque et une superstructure en aluminium. Un bateau pneumatique semi-rigide de 4 mètres, propulsé par un moteur hors-bord de 40 ch, est rangé au milieu du navire. Il dispose d’un effectif de 12 personnes. Le navire est équipé d’un radar de recherche et de navigation de surface Raytheon AN/SPS-64(V)11, mais avec une antenne plus petite que celles utilisées sur les plus grands navires de la marine philippine,. Comme tous les autres navires de la marine philippine, il a été équipé du système de suivi des navires de la marine philippine (VTS) par le Naval Sea Systems Command.

### Armement
Les navires de la classe sont armés d’un chain gun M242 Bushmaster de 25 mm sur un affût Mk.38 Mod.0 sur le deuxième lot et les suivants (PG-379 à PG-395), de quatre mitrailleuses Browning M2HB de 12,7 × 99 mm OTAN (calibre .50) sur des affûts Mk.26, deux positionnées à l’avant et deux à l’arrière, et deux mitrailleuses M60 de 7,62 × 51 mm OTAN (calibre .30), toutes deux montées au milieu du navire. Le navire peut transporter 4000 cartouches de 12,7 mm et 2000 cartouches de 7,62 mm. De grandes jumelles « Big Eyes » sont également transportées sur des supports trépieds, l’un sur le gaillard d'avant et l’autre juste à l’arrière du mât,,.

## Propulsion
Le navire est propulsé par deux moteurs Diesel Detroit Diesel Corporation 16V-92TA d’une puissance combinée d’environ 2800 ch, entraînant deux hélices et donnant une vitesse maximale de 28 nœuds (52 km/h). L’autonomie maximale est de 1200 milles marins (2200 km) à 12 nœuds (22 km/h) ou de 600 milles marins (1100 km) à 24 nœuds (44 km/h).

## Historique
En juillet 2018, le BRP Felix Apolinario a participé à la deuxième étape de la 4e activité combinée de sécurité maritime (MSA) avec la Royal Australian Navy (RAN) dans les eaux autour de Tawi-Tawi, avec le patrouilleur BRP Anastacio Cacayorin (PG-387) et le Multipurpose Assault Craft (MPAC) Mk 1 BA-482. La RAN a envoyé les patrouilleurs HMAS Ararat et HMAS Wollongong pour cette activité, qui consistait en des procédures de réunion, des patrouilles maritimes et des exercices de navires.
Le 30 avril 2023, un bateau de croisière, le M/Y DreamKeeper, a fait naufrage sur le récif de Tubbataha, aux Philippines. Le district de la Garde côtière philippine (PCG) de Palawan a dépêché sur les lieux le navire d’intervention multirôle BRP Melchora Aquino pour les opérations de recherche et de sauvetage. Le commandement occidental des forces armées (WESCOM) a également envoyé le BRP Carlos Albert (PC-375). Sur les 32 personnes à bord du DreamKeeper, 28 ont été secourues par le BRP Melchora Aquino, et emmenés à bord du patrouilleur de la Garde côtière BRP Teresa Magbanua pour un examen médical avant d’être emmenés à Puerto Princesa sur Palawan. Quatre personnes restaient portées disparues. WESCOM a intensifié les opérations de recherche le 1er mai, avec l’envoi d’un Britten-Norman Islander et du BRP Felix Apolinario (PC-395) qui devait rejoindre le BRP Carlos Albert, mais le BRP Felix Apolinario a rencontré des conditions météorologiques défavorables, avec de fortes vagues, et il a dû faire demi-tour en raison de l’état de la mer. Les recherches devaient reprendre dès que les conditions météorologiques se seraient améliorées.